# Dorelies Kraakman
Theodora Elisabeth (Dorelies) Kraakman (Eindhoven, 12 juli 1946 – Amsterdam, 24 september 2002) was voorvechtster binnen de lesbische beweging in Nederland.
Ze was een dochter van Wilhelmina Adriana Petronella van Kemenade en Philipsmedewerker Joannes Petrus Kraakman. Tussen 1970 en 1974 was ze getrouwd met de Amerikaanse militair en socioloog  Nowell Amir Yrizarry; het echtpaar kreeg in 1971 één dochter. Vanaf 1998 had ze een geregistreerd partnerschap met Ingrid Kluvers.
Kraakman groeide op binnen een streng katholiek gezin, dat in Baarn kwam te wonen. Ze doorliep haar middelbare school aan de gymnasium-A van het Onze Lieve Vrouwe ter Eem (RK Lyceum voor meisjes) in Amersfoort. Ze wilde gaan studeren, maar haar vader wilde haar daarvoor geen geld verstrekken. Middels een studiebeurs ging ze dan toch internationaal recht studeren aan de Universiteit Utrecht. Na haar kandidaatsexamen ging ze een tijdje voor de Verenigde Naties in New York werken, maar haar komaf zorgde voor ontslag. 
Haar ouders zagen ook niets in haar aanstaande echtgenoot, zodoende brak Kraakman definitief met haar ouders. In 1971 studeerde Kraakman dan op volkenrecht af in Utrecht. In die huwelijksperiode begon haar strijd tegen de overheid betreffende discriminatie van vrouwen. Eerst werd haar door de gemeente Utrecht een bijstandsuitkering geweigerd; ze was niet ingeschreven als kostwinnaar. Ze trof er ongelijkheid omdat mannen in dat soort situaties wel een uitkering kregen. Even later kreeg ze het aan de stok met het Ministerie van Buitenlandse Zaken, omdat dat bij een uitgeschreven sollicitatieprocedure alleen een manlijke medewerker zocht. Nog voordat een rechter is haar voordeel had beslist, had het ministerie zijn tekst al aangepast.
Tijdens haar huwelijk neigde ze naar de vrouwenliefde hetgeen in 1974 tot de echtscheiding van haar man leidde. Met haar partner Sylvia Bodnár (1946-2010) startte ze in Utrecht een vrouwenboekhandel en –café, de eerste in Nederland (respectievelijk de Heksenketel en De Heksenkelder, later hernoemd naar Savannah Bay). Er werd niet alleen lesbische literatuur verkocht, maar ook emancipatoir-feministische. In meerdere Nederlandse steden kwamen meer van dit soort winkels van de grond; ondertussen bemoeide zij zich met het Vrouwenhuis Utrecht. 
In 1979 vertrok Kraakman naar Amsterdam, alwaar ze met haar nieuwe levensgezel Mieke van Kasbergen (en Maaike Meijer en Ineke van Houten) het Lesbisch Prachtboek uitgaven bij Feministische Uitgeverij Sara.  Dit kreeg weer een vervolg in Stichting Lust en Gratie, dat tot doel had de lesbische cultuuruitingen te stimuleren. De stichting werd mede gesteund door de opbrengsten uit genoemd boek en kwam vervolgens met het tijdschrift Lust en Gratie, dat tussen 1983 en 2001 werd uitgebracht. In de tijd daarna kwamen mede door haar allerlei initiatieven van de grond, waaronder het Lesbisch Archief Amsterdam, financieringsfonds Mama Cash, opvangcentra voor vrouwen en meisjes en ondernemingen gestart door vrouwen. Direct na haar vestiging in Amsterdam begon ze aan een nieuwe studie; dit maal aan de Universiteit van Amsterdam. Ze verdiepte zich in oude geschiedenis en haalde haar doctoraal examen in 1987 met een scriptie over incest tussen vaders en dochters in het oude Rome. In dat jaar kon ze direct aan het werk als universitair docent binnen de vakgroep "Homo & Lesbische Studies", die onder haar en collega Gert Hekma internationale bekendheid kreeg.
Op publicitair gebied bleef ze actief met Goed verkeerd. Een geschiedenis van homoseksuele mannen en vrouwen uit 1989 en Grensverschillen in de seks (1990), alsmede allerlei publicaties op haar vakgebied, waaronder in Newsletter Forum of Sexuality. In 1997 promoveerde Kraakman met Kermis in de hel. Vrouwen en het pornografisch universum van de 'Enfer' (1750-1850), over lesbische taferelen in 18e-eeuwse Franse pornografie. Ze werd daarin begeleid door Arthur Mitzman van de Universiteit van Amsterdam en Henk Hillenaar van Universiteit Groningen.
De diagnose kanker in 1998 wist haar in eerste instantie maar weinig af te remmen en ze gaf tot in het jaar van overlijden lezingen. Ze overleed op 56-jarige leeftijd in haar woning bij partner Ingrid Kluvers. Haar stervensproces werd door Kluvers beschreven in de in 2004 verschenen uitgave Zo kaal zonder jou.

In 2023 vernoemde de gemeente Amsterdam brug 131 naar haar onder de redengeving:
Dorelies Kraakman (Eindhoven, 1946 - Amsterdam, 2002) was een lesbisch-feministe, juriste, historica, docente lesbische studies en publicist. Eveneens was ze een toonaangevende initiatiefneemster van de lesbische beweging in Nederland. Zij geldt als een van de belangrijkste vertegenwoordigsters van lesbische studies – als historica beoefende ze dit nieuwe vakgebied met een sterk historische inslag
- Biografisch Portaal: 98537343
- Digitale Bibliotheek voor de Nederlandse Letteren: kraa029
- International Standard Name Identifier: 0000 0000 3000 1355
- Library of Congress Control Number: n92008554
- Nederlandse Thesaurus van Auteursnamen: 079092330
- Système universitaire de documentation: 034956573
- Virtual International Authority File: 127508
- WorldCat: E39PBJjdcTFBcqCxYPpMXtQpfq